# Gerlachov (Poprad)
|  | No s'ha de confondre amb Gerlachov (Bardejov). |

Gerlachov és un poble i municipi d'Eslovàquia. Es troba a la regió de Prešov, al nord del país.

## Història
La primera referència escrita de la vila data del 1326.

## Demografia
| Godina             | 1994 | 2004    | 2014   | 2024   |
| ------------------ | ---- | ------- | ------ | ------ |
| Nombre de persones | 704  | 796     | 830    | 864    |
| Diferència         |      | +13,06% | +4,27% | +4,09% |

| Godina             | 2023 | 2024   |
| ------------------ | ---- | ------ |
| Nombre de persones | 867  | 864    |
| Diferència         |      | −0,34% |